# Elbait
Das Mineral Elbait ist ein häufiges Ringsilikat aus der Turmalingruppe und hat die idealisierte chemische Zusammensetzung NaLi1,5Al1,5Al6(Si6O18)(BO3)(OH)3(OH).
Elbait kristallisiert mit trigonaler Symmetrie und bildet meist prismatische Kristalle von wenigen Millimetern bis Zentimetern, in Ausnahmefällen bis über 1 Meter Länge. Anhand äußerer Kennzeichen ist Elbait kaum von ähnlich gefärbten, anderen Mineralen der Turmalingruppe zu unterscheiden. Die Prismenflächen sind oft bauchig gerundet und zeigen eine deutliche Streifung in Längsrichtung. Die Farbe ist sehr variabel und reicht von farblos über blau, grün, gelb, rosa, rot bis violett. Die Kristalle sind fast immer zoniert. Wenn gefärbt zeigt Elbait einen starken Pleochroismus und wie alle Minerale der Turmalingruppe ist er stark pyroelektrisch und piezoelektrisch.
Elbait ist der typische Turmalin lithiumreicher Pegmatite, wo er vor allem in der Spätphase der Kristallisation in Miarolen gebildet wird. Typlokalität ist der LCT-Pegmatit (Lithium-Cäsium-Tantal-Pegmatit) Fonte del Prete bei San Piero in Campo auf der Insel Elba in Italien.

## Etymologie und Geschichte
Bereits in der Antike waren elbaitische Turmaline geschätzte Schmucksteine, wurden jedoch nicht von anderen Edelsteinen unterschieden.
Zu den ältesten bekannten Turmalin-Schmuckstücken gehört eine Gemme aus gelbem und rosa Rubellit, in die das Profil von Alexander dem Großen eingeschnitten ist. Sie wird auf die Zeit um 334–323 vor Christus datiert und befindet sich seit 1892 im Besitz des Ashmolean Museum in Oxford. Aus dieser Zeit stammt auch die Theophrastos von Eresos zugeschriebene Überlieferung des Lyngurium, eines klaren, kalten Steines, in den Gemmen und Siegel eingeschnitten wurden und der die Fähigkeit gehabt haben soll, leichte Dinge wie Stroh oder dünne Plättchen aus Eisen oder Kupfer anzuziehen. Diese Eigenschaft wurde in Europa erst wieder im 18. Jahrhundert an Turmalinen aus Ceylon beobachtet und führte zur Entdeckung der Pyroelektrizität.

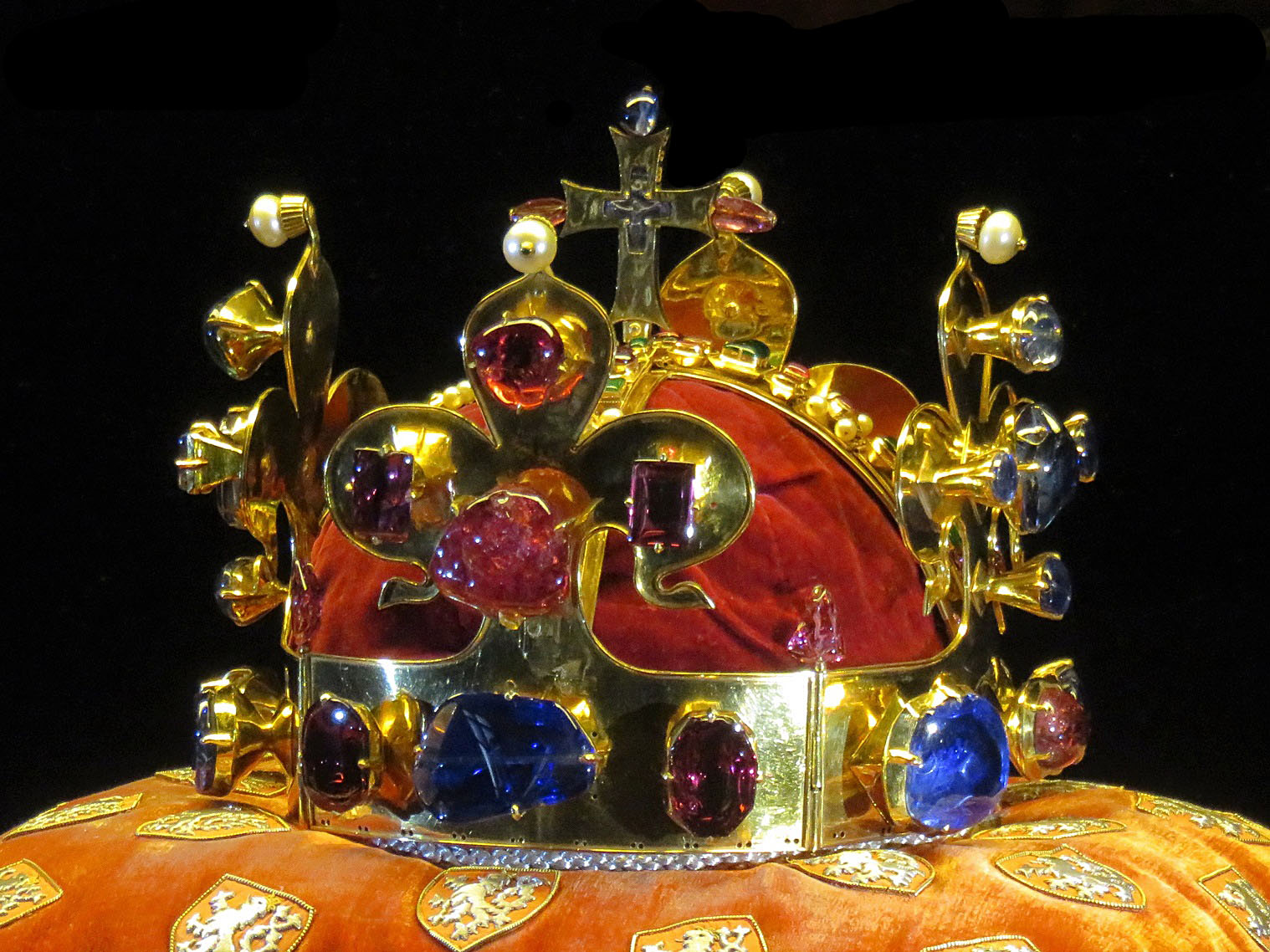
Die Wenzelskrone während der Ausstellung im Mai 2016

Einige Rubine bekannter Kronjuwelen erwiesen sich bei genauerer Untersuchung als Rubellit, eine durch Mangan gefärbte Varietät meist elbaitischer Turmaline. So handelt es sich bei dem zentralen „Rubin“ auf der Vorderseite der Wenzelskrone, die der Römisch-deutsche König Karl IV. 1347 anlässlich seiner Krönung anfertigen ließ und für deren Ausschmückung er sich auch am Schmuck seiner Frau Blanca Margarete von Valois bediente, um einen Rubellit.
Ähnlich verhielt es sich mit einem der größten „Rubine“ Europas, Caesaris rubinus (Rubin des Kaisers) in Form einer Frucht, der sich als Rubellit erwies, nachdem er in den 1920er Jahren vom russischen Mineralogen Alexander Jewgenjewitsch Fersman eingehend untersucht worden war. Dies war das vorläufige Ende einer langen, wechselvollen Geschichte. Nachdem er auf unbekannten Weg von Asien, vermutlich Burma, nach Europa gelangt war, wurde er vom König Karl IX. erworben, nach dessen Tod 1575 an seine Witwe Elisabeth von Österreich vererbt, im Dreißigjährigen Krieg von den Schweden aus Prag geraubt, von Christina von Schweden nach ihrer Abdankung 1654 in Amsterdam versetzt und von Karl XI. nach ihrem Tod zurück nach Schweden geholt, um 1777 von Gustav III. an Katharina II. verschenkt und nach der Oktoberrevolution schließlich in Volkseigentum überführt zu werden.
Ein charakteristischer Bestandteil von Elbait, das Element Lithium, wurde 1818 von Johan August Arfwedson im Mineral Petalit von der Insel Utö in Schweden entdeckt und auch in einem Turmalin dieser Eisenlagerstätte nachgewiesen.

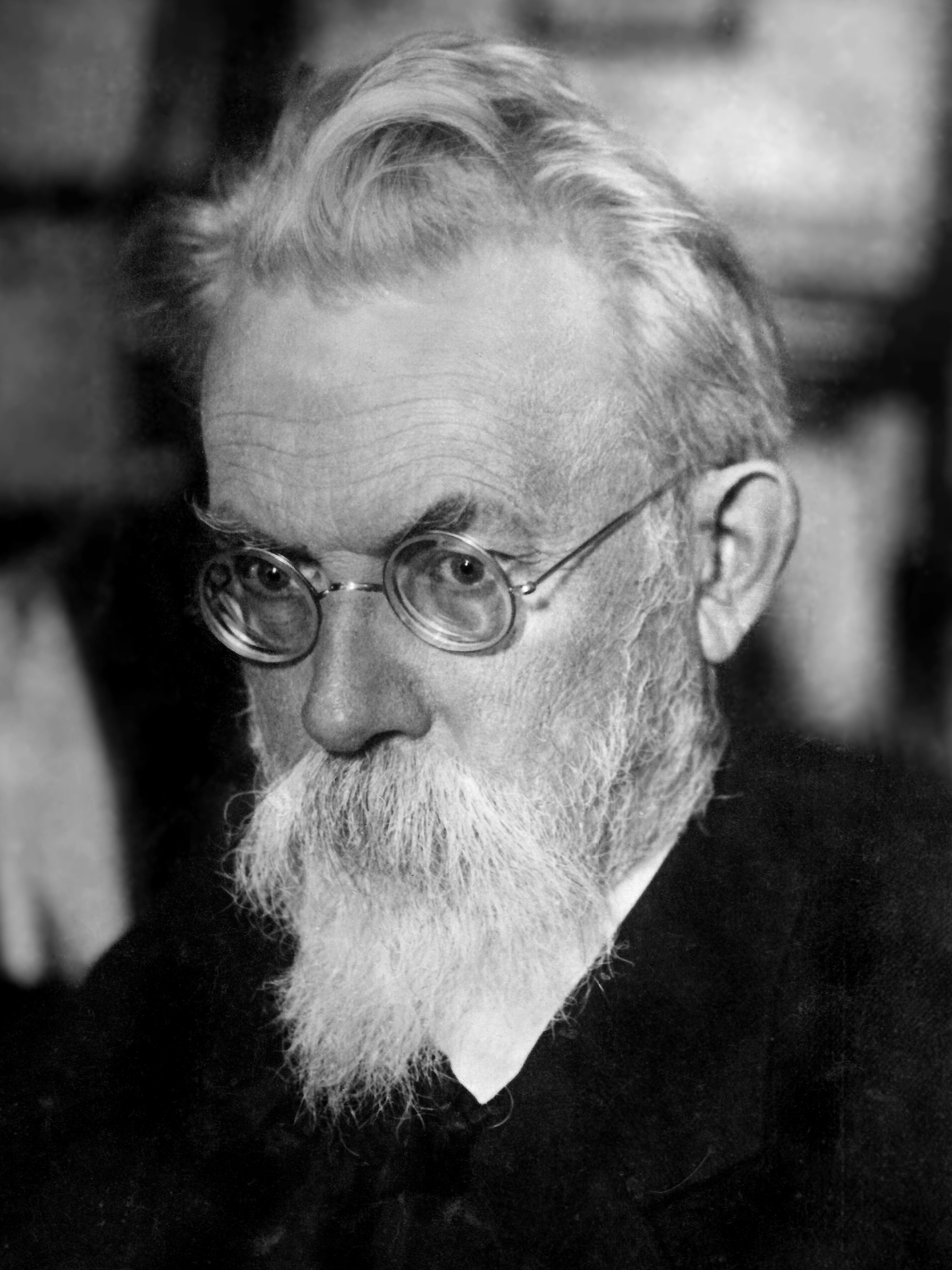
Wladimir Iwanowitsch Wernadski

Den Namen Elbait prägte Wladimir Iwanowitsch Wernadski 1913 in Sankt Petersburg. Er diskutierte Analysen verschiedener Turmaline, die W. T. Schaller ein Jahr zuvor publiziert hatte, und führte für die lithiumhaltigen Turmaline von der Insel Elba die Formel M+2Al6B2Si4O21 und den Namen Elbaitreihe ein. Sehr wahrscheinlich stammt das Typmaterial für Elbait von Fonte del Prete, San Piero in Campo, auf der Insel Elba.
Winchell publizierte im Jahr 1933 eine aktualisierte Formel für Elbait, H8Na2Li3Al3B6Al12Si12O62, deren Stöchiometrie bereits genau mit der heute akzeptierten Endgliedzusammensetzung des Elbait übereinstimmt.
Die erste Kristallstrukturanalyse eines Elbaites aus Kalifornien erfolgte 1972 durch Gabrielle Donnay & R. Barton Jr. Sie fanden nur kleine Abweichungen von der 1948 von Gabrielle E. Hamburger und Martin J. Buerger am Massachusetts Institute of Technology bestimmten Turmalinstruktur.

## Klassifikation
In der strukturellen Klassifikation der International Mineralogical Association (IMA) gehört Elbait zusammen mit Fluor-Elbait zur Alkali-Untergruppe 2 der Alkaligruppe in der Turmalinobergruppe.
Bereits in der veralteten 8. Auflage der Mineralsystematik nach Strunz gehörte der Elbait zur Mineralklasse der „Silikate und Germanate“ und dort zur Abteilung der „Ringsilikate (Cyclosilikate)“, wo er zusammen mit Buergerit, Dravit, Schörl, Tsilaisit und Uvit sowie im Anhang mit Tienshanit, Verplanckit die „Turmalin-Reihe“ mit der System-Nr. VIII/C.08 bildete.
Im Lapis-Mineralienverzeichnis nach Stefan Weiß, das sich aus Rücksicht auf private Sammler und institutionelle Sammlungen noch nach dieser alten Form der Systematik von Karl Hugo Strunz richtet, erhielt das Mineral die System- und Mineral-Nr. VIII/E.19-10. In der „Lapis-Systematik“ entspricht dies der ebenfalls der Abteilung „Ringsilikate“, wo Elbait zusammen mit Adachiit, Bosiit, Chromdravit (heute Chrom-Dravit), Chromo-Aluminopovondrait (heute Chromo-Alumino-Povondrait), Darrellhenryit, Dravit, Feruvit, Fluor-Buergerit, Fluor-Dravit, Fluor-Elbait, Fluor-Liddicoatit, Fluor-Schörl, Fluor-Tsilaisit, Fluor-Uvit, Foitit, Lucchesiit, Luinait-(OH) (heute diskreditiert), Magnesiofoitit, Maruyamait, Oxy-Chromdravit (heute Oxy-Chrom-Dravit), Oxy-Dravit, Oxy-Foitit, Oxy-Schörl, Oxy-Vanadiumdravit (heute Oxy-Vanadium-Dravit), Rossmanit, Schörl, Olenit, Povondrait, Tsilaisit, Uvit, Vanadio-Oxy-Chromdravit (heute Vanadio-Oxy-Chrom-Dravit) und Vanadio-Oxy-Dravit die „Turmalin-Gruppe“ bildet (Stand 2018).
Auch die seit 2001 gültige und von der IMA zuletzt 2009 aktualisierte 9. Auflage der Strunz’schen Mineralsystematik ordnet den Elbait in die Abteilung der „Ringsilikate“ ein. Diese ist allerdings weiter unterteilt nach der Größe, Verknüpfung und Verzweigung der Silikatringe, so dass das Mineral entsprechend seinem Aufbau in der Unterabteilung „[Si6O18]12−-Sechser-Einfachringe mit inselartigen, komplexen Anionen“ zu finden ist, wo es zusammen mit Buergerit, Chromdravit (heute Chrom-Dravit), Dravit, Feruvit, Foitit, Liddicoatit (heute Fluor-Liddicoatit), Magnesiofoitit, Olenit, Povondrait (Rn), Rossmanit, Schörl, Uvit, Vanadium-Dravit zur „Turmalingruppe“ mit der System-Nr. 9.CK.05 gehört.
Die vorwiegend im englischen Sprachraum gebräuchliche Systematik der Minerale nach Dana ordnet den Elbait ebenfalls in die Klasse der „Silikate und Germanate“, dort allerdings in die bereits feiner unterteilte Abteilung der „Ringsilikate: Sechserringe“ ein. Hier ist er nur zusammen mit Olenit in der „Elbait-Untergruppe“ mit der System-Nr. 61.03d.01 innerhalb der Unterabteilung „Ringsilikate: Sechserringe mit Boratgruppen (Lithiumhaltige Turmalin-Untergruppe)“ zu finden.

## Chemismus
Elbait ist das Lithium-Aluminium-Analog von Dravit und Schörl und hat die idealisierte Zusammensetzung [X]Na[Y](Li1,5Al1,5)[Z]Al6([T]Si6O18)(BO3)[V](OH)3[W](OH), wobei [X], [Y], [Z], [T], [V] und [W] die Positionen in der Turmalinstruktur sind. Für den Elbait aus der Typlokalität wird, Schallers Analysen von 1913 umgerechnet auf 15 Kationen (ohne Natrium und Calcium), folgende Strukturformel angegeben:
- [X](Na0,73◻0,26Ca0,01) [Y](Al1,93Li1,04Mg0,02Fe2+0,01) [Z](Al6,00) [T](Si5,89Al0,11)O18(B0,92O3)3[V](OH)3 [W][(OH)0,6 O0,35 F0,05]

Diese Zusammensetzung entspricht einem Mischkristall von Elbait (~60%) mit dem hypothetischen □-Li-O-Turmalin (~26%) und dem ebenfalls hypothetischen Fluor-Na-Al-Al-Al-Turmalin (~4%).
Darüber hinaus bildet Elbait über diverse Austauschreaktionen Mischkristalle mit
- Fluor-Elbait: [W](OH) = [W]F[22]
- Darrellhenryit: [Y]Li0,5 + [W](OH) = [Y]Al0,5 + [W]O
- Rossmanit: [X]Na + [Y]Li0,5 = [X]◻ + [Y]Al0,5
- Liddicoatit: [X]Na + [Y]Al0,5 = [X]Ca + [Y]Li0,5[23]
- Dravit: [Y](LiAl) = [Y](Mg2)[24]
- Schörl: [Y](LiAl) = [Y](Fe2+2)
  - Unter leicht oxidierenden Bedingungen variiert die Elbaitzusammensetzung entlang des etwas komplexeren Austauschvektors [Y](LiAl) + (OH)− = [Y](Fe2+Fe3+) + O2−[25][26]
- Tsilaisit: [Y](LiAl) = [Y](Mn2)[27]
- Zink-Turmalin: [Y](LiAl) = [Y](Zn2)[28]
- Kupfer-Turmalin: [Y](LiAl) = [Y](Cu2)[29]

## Kristallstruktur
Elbait kristallisiert mit trigonaler Symmetrie in der Raumgruppe R3m (Raumgruppen-Nr. 160) mit 3 Formeleinheiten pro Elementarzelle. Die Gitterparameter des von Donnay und Barton untersuchten Elbaits aus Californien sind a = 15,838(1) Å, c = 7,1032(2) Å, die eines synthetischen, nicht genauer charakterisierten Elbaits a = 15,843(2) Å und c = 7,102(2) Å.
Sektorzonierte Elbaite können optisch 2-achsige Sektoren aufweisen, was auf eine erniedrigte Symmetrie hinweist. Strukturuntersuchungen dieser Sektoren deuten auf eine trikline Symmetrie in der Raumgruppe P1 (Raumgruppen-Nr. 1) mit einer geordneten Verteilung von Lithium und Aluminium auf den Y-Positionen.

## Bildung und Fundorte

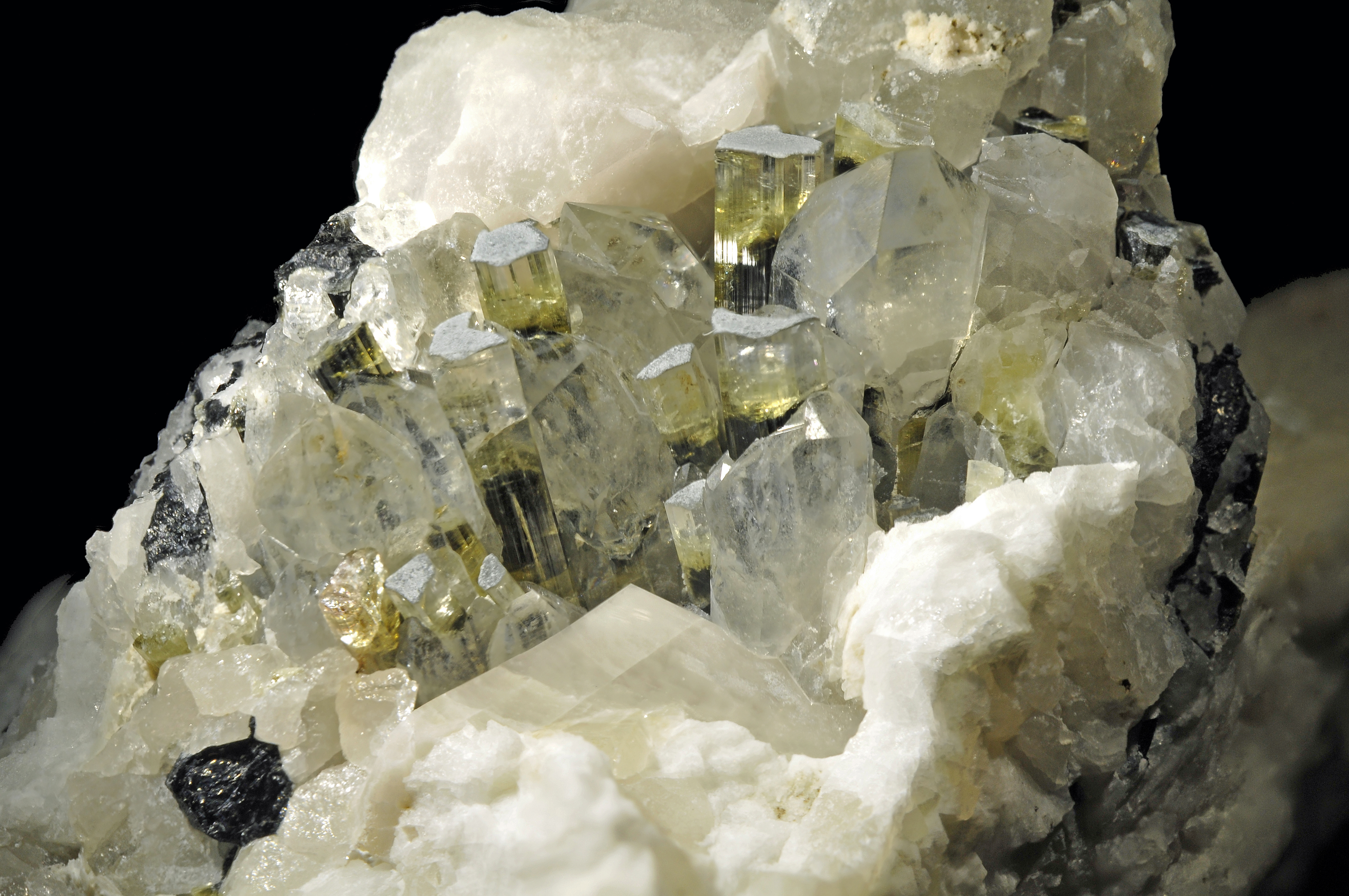
Elbait (gelblich), Quarz (farblos), Feldspat (weiß), Schörl (schwarz) San Piero in Campo, Elba, Italien

Elbait ist ein recht häufiges Mineral und wurde weltweit in vielen lithiumreichen Graniten, Pegmatiten und hochtemperierten hydrothermalen Gängen gefunden. Er kristallisiert vorwiegend in der Spätphase der magmatischen Prozesse in Miarolen oder bildet sich metasomatisch bei der Reaktion Bor- und Lithium-reicher Lösungen mit Glimmern und Feldspäten der Granite oder von Umgebungsgesteinen der Magmatige, in die die Lösungen eindringen. Gängige Begleitminerale sind Quarz, Albit, die Glimmer Lepidolith und Muskovit, Granat, Beryll und Apatit.
Die Typlokalität sind höchstwahrscheinlich die Miarolen des LCT-Pegmatites (Lithium-Cäsium-Tantal-Pegmatit) Fonte del Prete bei San Piero in Campo auf der Insel Elba in Italien. Rosa, gelbgrüner bis farbloser oder schwarzer Elbait tritt hier zusammen mit Quarz, Albit, Orthoklas, Lepidolith oder Muskovit auf.